# Selecció de bàsquet del Japó

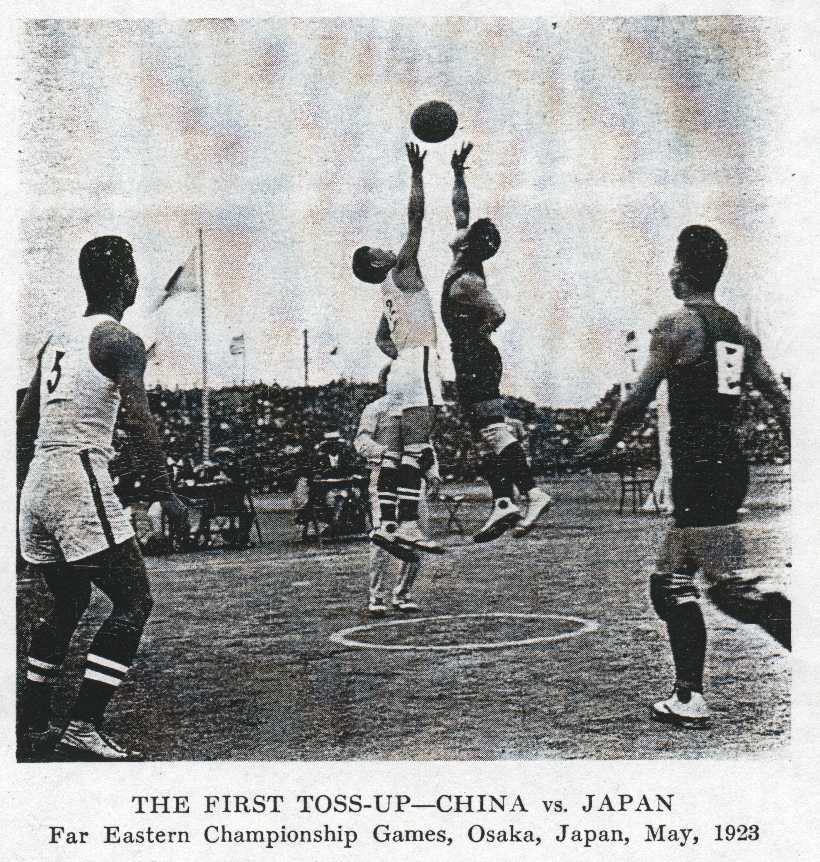
Japó contra Xina als Jocs de l'Est Llunyà de 1923.

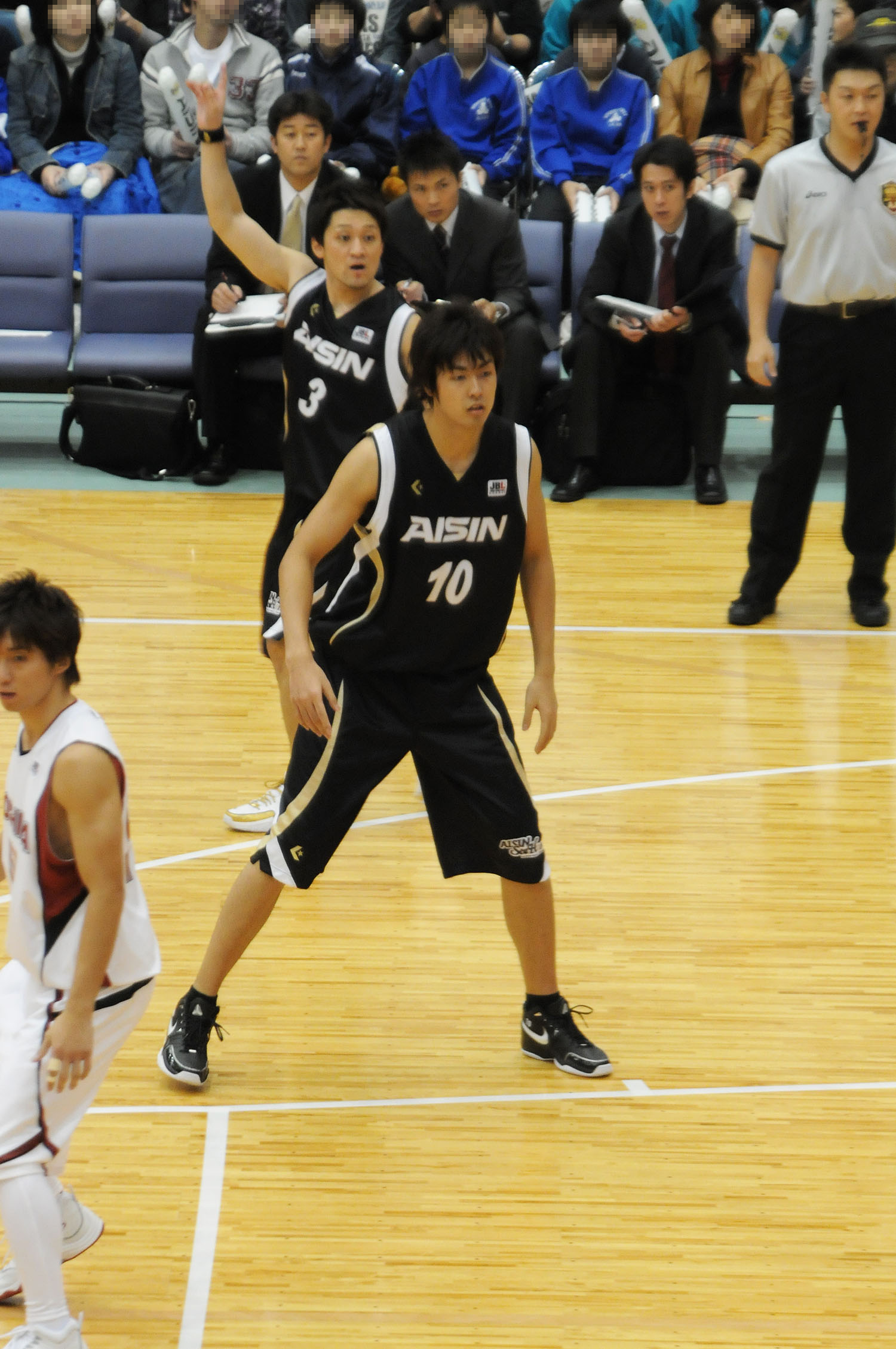
Kosuke Takeuchi jugador de la selecció japonesa.

La Selecció de bàsquet del Japó és l'equip format per jugadors de nacionalitat japonesa que representa a la Federació Japonesa de Bàsquet en les competicions internacionals organitzades per la Federació Internacional de Bàsquet (FIBA) o el Comitè Olímpic Internacional (COI). Pertany a la zona FIBA Àsia.

## Classificacions

### Jocs Olímpics
- 1936 - 9
- 1956 - 10
- 1960 - 15
- 1964 - 10
- 1972 - 14
- 1976 - 11
- 2020 - 11

### Campionats mundials
- 1963 - 13
- 1967 - 11
- 1998 - 14
- 2006 - 20
- 2019 - 31
- 2023 - 19

### Campionats asiàtics
- 1960 -  3
- 1965 -  1
- 1967 -  3
- 1969 -  2
- 1971 -  1
- 1973 - 4
- 1975 -  2
- 1977 -  3
- 1979 -  2
- 1981 -  3
- 1983 -  2
- 1985 - 5
- 1987 -  3
- 1989 - 4
- 1991 -  3
- 1993 - 7
- 1995 -  3
- 1997 -  2
- 1999 - 5
- 2001 - 6
- 2003 - 6
- 2005 - 5
- 2007 - 8
- 2009 - 10
- 2011 - 7
- 2013 - 9
- 2015 - 4
- 2017 - 9

### Jocs Asiàtics
- 1951 -  2
- 1954 -  3
- 1958 -  3
- 1962 -  2
- 1966 - 4
- 1970 -  3
- 1974 - 7
- 1978 - 4
- 1982 -  3
- 1986 - 6
- 1990 - 4
- 1994 -  3
- 1998 - 10
- 2002 - 6
- 2006 - 6
- 2010 - 4
- 2014 -  3
- 2018 - 7